# River Styx (Green River)
Der River Styx ist ein Bach im Edmonson County in Kentucky. Er ist ein Abfluss des Höhlensystems im Mammoth-Cave-Nationalpark und nach dem mythologischen Fluss Styx der griechischen Unterwelt benannt.
Der Bach tritt einige hundert Meter westlich des Besucherzentrums ans Tageslicht. Sein oberirdischer Verlauf ist äußerst kurz. Schon nach gut 200 Metern mündet der River Styx in den Green River.